# Thaumetopoea solitaria
Thaumetopoea solitaria es una especie de polilla de la familia Thaumetopoeidae descrita por primera vez por Christian Friedrich Freyer en 1838. Se encuentra en la península de Anatolia, en Chipre, al este de Siria, Israel, Líbano, Irak e Irán.
Su envergadura es de 20–28 mm para los machos y de 25–35 mm para las hembras. Las polillas vuelan de agosto a septiembre.
Las larvas se alimentan de Pistacia terebinthus, Cupressus sempervirens y Fraxinus.